# Романово (Свердловская область)
Романово — деревня в Серовском районе Свердловской области России. Входит в Сосьвинский муниципальный округ.
Ранее село являлось центром Романовского сельсовета Серовского района.

## История села
Селение образовалось примерно в 1601—1603 годах. До 1869 года называлось Усть-Ляля. Поселение образовалось рядом с деревней Толмачева на берегу реки Сосьвы. До революции было центром Усть-Лялинской волости Верхотурского уезда. Первыми поселенцами Усть-Ляли были сосланные из столицы люди наказанные Борисом Годуновым за участие в голодном бунте, которых казнить было нельзя по их происхождению. Всего прибыло на поселение 16 семей.
В «Списке населённых мест Российской империи» 1869 года Романовское упомянуто как село Верхотурского уезда Пермской губернии, при реке Сосьве, расположенное в 56 верстах от уездного города Верхотурья. В 1869 году в селе насчитывался 61 двор и проживали 293 человека (139 мужчин и 154 женщины). Функционировали православные церковь и часовня, а также земская станция.
В начале XX века в селе все были православные, а основное занятие было работа на Сосьвинском заводе и Надеждинском заводе, ловля рыбы, охота на пушного зверя и сбор кедровых орехов.

## Никольская церковь
Церковь была возведена в 1839 году и освящена во имя св. Николая, архиепископа Мирликийского в 1845 году. Церковь была закрыта в 1930 году. После закрытия в помещениях храма был размещён гараж. В 2010 храм передан общине и ведётся его восстановление. Расстрелянный настоятель, протоиерей Ардомон, канонизирован.

## География
Романово находится в северной части области, на расстоянии 20 километров к западу от посёлка Сосьва, на правом берегу реки Сосьвы (правой составляющей реки Тавды). Рядом с Романовом в Сосьву по левому берегу впадает река Ляля.
Абсолютная высота — 83 метра над уровнем моря.
В селе 10 улиц и 1 переулок.

## Население
| 2002 | 2010 | 2021 |
| ---- | ---- | ---- |
| 633  | ↘588 | ↘323 |

Согласно результатам переписи населения 2002 года, в национальной структуре населения русские составляли 98 % из 633 человек.